# Kvikne kobberværk
Kvikne kobberværk (norsk: Kvikne kobberverk) blev oprettet i 1630 som et af Norges første kobberværker af betydning. Det blev kongeligt drevet frem til 1653. I 1677 faldt hovedminen Gabes Gott sammen, og driften blev indskrænket for en tid.
Omkring 1710 blev driften genoptaget fuldt ud med blandt andet Norges første vandhjul til transportere sten op til overfladen. Kvikne kobberværk var i denne periode det tredjestørste kobberværk i Norge frem til 1750, i årene efter 1750 var kobberværkerne i Folldal og Selbu større. 
Kvikne kobberværk blev officielt nedlagt i 1812, men driften fortsatte frem til 1912. 

## Beliggenhed
Kvikne kobberværk ligger i Kvikne Østfjell bag Kaltberget. 

## Smeltehytter
Kvikne kobberværk havde mange smeltehytter. De første lå ved Ya. Efterhånden blev de flyttet længere ned i dalen, først til Sverja og senere til Brevad. Til sidst blev de flyttet til Innset, hvor den sidste blev ødelagt i 1789. I dag er der kun bevaret een eneste smeltehytte, i Nåverdalen. Den  blev fredet i 1959.

## Minerne
Det første malmfund på Kvikne blev gjort i 1629, af Gammel Nils. Det er muligt, at lokalbefolkningen på Kvikne havde drevet med udvinding i minerne før dette tidspunkt, men af frygt for, at Christian 4. skulle høre om det, blot undladt at fortælle om det. 
Malmen, som blev udvundet, var svovlkis med kobberkis. 
I 1700-tallet blev værket opdelt i 16 dele, og der blev stiftet et aktieselskab med Abraham Dreier som leder, der satte ny fart i driften. 
Da Storofsen fyldte minerne i 1789, blev dette regnet som slutningen på deres udnyttelse, selv om driften officielt ikke ophørte før 1812. 
I løbet af de 150 år, som kobberminerne var i drift, blev der udvundet 6.960 garkobber fra ca ¾ millioner tønder malm. Malmen, som blev udvundet på Kvikne, indeholdt en yderst giftig kis kaldet arsenkis. Dette gav en giftig stank, som ikke fandtes i nogen andre miner i Norge, og som bidrog til, at minearbejdernes helbred var særdeles dårligt.

## I dag
I dag ligger Kvikne kobberverk som et gammelt minde om tidligere tiders minedrift.